# Janusz Chwierut
Janusz Chwierut (Kęty; 21 de Agosto de 1965 —) é um político da Polónia. Ele foi eleito para a Sejm em 25 de Setembro de 2005 com 5272 votos em 12 no distrito de Chrzanów, candidato pelas listas do partido Platforma Obywatelska.